# Fortaleza de Kaunas
A Fortaleza de Kaunas (em lituano:  Kauno tvirtovė, em russo:  Кοвенская крепость) é, na actualidade, um conjunto de ruínas que no passado compuseram um complexo fortificado de 13 fortes na cidade de Kaunas, na Lituânia, numa altura em que esta fazia parte do Império Russo. Foi construído e desenvolvido entre 1882 e 1915 para proteger a fronteira ocidental do Império Russo, dada as recentes mudanças politicas e sociais que se faziam sentir na Europa, como o surgimento do Império Austro-húngaro e a unificação da Alemanha, sendo designado como uma fortaleza de "primeira classe" em 1887. Durante a Primeira Guerra Mundial, o complexo era a maior infra-estrutura militar de matriz defensiva de todo o Império Russo, ocupando uma área de 65 quilómetros quadrados.
A fortaleza foi constantemente melhorada e desenvolvida à medida que a tecnologia militar ia avançando. Em 1912, o Tsar Nicolau II ordenou uma modernização da fortaleza que consistiria na aplicação das mais recentes tecnologias, substituindo tijolos por betão, contudo esta modernização foi interrompida devido ao despoletar da Primeira Guerra Mundial. Foi testada em batalha pela primeira vez em 1915 quando os alemães atacaram as posições do Império Russo, e conseguiu resistir onze dias de assalto antes de ser capturada. Depois da Primeira Guerra Mundial, a importância da fortaleza diminuiu devido aos avanços da tecnologia militar que, com o passar dos anos, deixou a fortaleza obsoleta.
Durante a Segunda Guerra Mundial, partes do complexo da fortaleza foram usados pela Alemanha Nazi como infra-estrutura de detenção, interrogação e execução. Cerca de cinquenta mil pessoas foram executadas no complexo, incluindo trinta mil vítimas do Holocausto. Algumas secções do complexo foram restauradas desde o final da Segunda Guerra Mundial; actualmente, existe no local um museu e um memorial dedicado às pessoas que ali foram executadas durante a guerra. Actualmente, o complexo é o exemplo mais completo de uma fortaleza do império russo.